# Mizuki Icsiró
Mizuki Icsiró (水木 一郎; eredeti nevén Hajakawa Tosio, 早川 俊夫, Tokió, 1948. január 7. – 2022. december 6.; Hepburn: Ichirou Mizuki) japán anison énekes, zeneszerző és színész, miatt anime és tokuszacu.
1968-ban megjelent Mizuki Icsiró debütáló kislemeze, a Kimi ni sasageru Boku no Uta. A nagymamája nem sokkal a megjelenés előtt halt meg, ennek köszönhető, hogy Mizuki Icsiró azóta sem kedveli a dalt.
Első anison-sikerei közül a Mazinger Z, a Babel II, a Great Mazinger, a Steel Jeeg, a Combattler V és a Captain Harlock felkerültek a listákra. Belekóstolt a popzenébe és a rockabilly-be is.

## Diszkográfia

### Albumok
- 1989: OTAKEBI Sanjou! Hoeru Otoko Ichiro Mizuki Best (OTAKEBI参上!吠える男 水木一郎ベスト)
- 1990: Ichiro Mizuki OTAKEBI 2 (水木一郎 OTAKEBI2)
- 1990: Ichiro Mizuki All Hits Vol.1 (水木一郎 大全集Vol.1)
- 1991: Ichiro Mizuki All Hits Vol.2 (水木一郎 大全集Vol.2)
- 1991: Ichiro Mizuki Ballade Collection ~SASAYAKI~ Vol.1 (水木一郎バラード・コレクション~SASAYAKI~Vol.1)
- 1991: Ichiro Mizuki All Hits Vol.3 (水木一郎 大全集Vol.3)
- 1992: Ichiro Mizuki All Hits Vol.4 (水木一郎 大全集Vol.4)
- 1992: Ichiro Mizuki All Hits Vol.5 (水木一郎 大全集Vol.5)
- 1993: Dear Friend
- 1994: Ichiro Mizuki no Tanoshii Asobi Uta (水木一郎のたのしいあそびうた)
- 1995: Ichiro Mizuki Best & Best (水木一郎 ベスト&ベスト)
- 1997: ROBONATION Ichiro Mizuki Super Robot Complete (ROBONATION 水木一郎スーパーロボットコンプリート)
- 1998: Neppuu Densetsu (熱風伝説)
- 1999: Neppuu Gaiden -Romantic Master Pieces- (熱風外伝-Romantic Master Pieces-)
- 2001: Aniki Jishin ~30th Anniversary BEST~ (アニキ自身~30th Anniversary BEST~)
- 2004: Ichiro Mizuki Best of Aniking -Red Spirits- (水木一郎 ベスト・オブ・アニキング -赤の魂-)
- 2004: Ichiro Mizuki Best of Aniking -Blue Spirits- (水木一郎 ベスト・オブ・アニキング -青の魂-)
- 2007: Dear Friend 2007 ~Futari no Anison~ (Dear Friend 2007 ~ふたりのアニソン~)
- 2008: Debut 40th Anniversary: Ichiro Mizuki Best (デビュー40周年記念 水木一郎 ベスト)
- 2008: Ichiro Mizuki Debut 40th Anniversary CD BOX: Michi ~road~ (水木一郎デビュー40周年記念CD-BOX 道~road~)
- 2008: WAY ~GRAND ANIKI STYLE~

### Kislemezek
- 1968 – Kimi ni sasageru Boku no Uta (君にささげる僕の歌)
- 1970 – Dare mo inai Umi (誰もいない海)
- 1990 – Natsukashi Kutte Hero ~I'll Never Forget You!~ (懐かしくってヒーロー~I'll Never Forget You!~)
- 1992 – Natsukashi Kutte Hero PartII ~We'll Be Together Forever!~ (懐かしくってヒーロー・PartII~We'll Be Together Forever!~)
- 1994 – SEISHUN FOR YOU ~Seishun no Uta~ (SEISHUN FOR YOU~青春の詩~)
- 1997 – 221B Senki Single Version (221B戦記 シングルバージョン)
- 1999 – Golden Rule ~Kimi wa mada Maketenai!~ (Golden Rule~君はまだ負けてない!~) / Miage te goran Yoru no Hoshi wo (見上げてごらん夜の星を)
- 2006 – Goushaku! Choujin Neiger ~Kendaga omedaji~ (豪石!超神ネイガー~見だがおめだぢ~) / Tooi Kaze no Naka de (遠い風の中で)
- 2008 – Nanno koreshiki Furoshikiman (なんのこれしき ふろしきマン) / Fighter the FUGU

## Lista ének anime és tokuszacu

### Anime
- Genshi Shounen Ryuu ga Yuku (原始少年リュウが行く) (Geshi Shounen Rju OP)
- Mazinger Z (マジンガーZ) (Mazinger Z OP)
- Bokura no Mazinger Z (ぼくらのマジンガーZ) (Mazinger Z ED)
- Babel Nisei (バビル2世) (Babel II OP)
- Seigi no Chou Nouryoku Shounen (正義の超能力少年) (Babel II ED)
- Ore wa Great Mazinger (おれはグレートマジンガー) (Great Mazinger OP)
- Yuusha wa Mazinger (勇者はマジンガー) (Great Mazinger ED)
- Tekkaman no Uta (テッカマンの歌) (Tekkaman: The Space Knight OP)
- Space Knights no Uta (スペースナイツの歌) (Tekkaman: The Space Knight ED)
- Koutetsu Jeeg no Uta (鋼鉄ジーグのうた) (Steel Jeeg OP)
- Hiroshi no Theme (ひろしのテーマ) (Steel Jeeg ED)
- Combattler V no Theme (コン・バトラーVのテーマ) (Combattler V OP)
- Yuke! Combattler V (行け!コン・バトラーV) (Combattler V ED)
- Tatakae! Gakeen (たたかえ!ガ・キーン) (Magne Robo Gakeen OP, noha Mitsuko Horie)
- Takeru to Mai no Uta (猛と舞のうた) (Magne Robo Gakeen ED, noha Mitsuko Horie)
- Try Attack! Mechander Robo (トライアタック!メカンダーロボ) (Mechander Robo OP)
- Sasurai no Hoshi Jimmy Orion (さすらいの星 ジミーオリオン) (Mechander Robo ED)
- Hyouga Senshi Guyslugger (氷河戦士ガイスラッガー) (Hyouga Senshi Guyslugger OP)
- Chichi wo Motomete (父をもとめて) (Voltes V ED)
- Choujin Sentai Baratack (超人戦隊バラタック) (Baratack OP)
- Grand Prix no Taka (グランプリの鷹) (Arrow Emblem Grand Prix no Taka OP)
- Laser Blues (レーサーブルース) (Arrow Emblem Grand Prix no Taka ED)
- Captain Harlock (キャプテンハーロック) (Captain Harlock OP)
- Warera no Tabidachi (われらの旅立ち) (Captain Harlock ED)
- Lupin Sansei Ai no Theme (ルパン三世愛のテーマ) (Lupin III ED)
- Tatakae! Golion (斗え!ゴライオン) (Golion OP)
- Gonin de Hitotsu (五人でひとつ) (Golion ED)
- Game Center Arashi (ゲームセンターあらし) (Game Center Arashi OP)
- Mawari Himawari Hero Hero-kun (まわりひまわりへろへろくん) (Hero Hero-kun OP)
- SOULTAKER (The SoulTaker OP, noha JAM Project)
- Sangou no Hitsugi (塹壕の棺) (Godannar ED és OP (epizód 13), noha Mitsuko Horie)
- ENGAGE!!! Godannar (ENGAGE!!!ゴーダンナー) (Godannar OP, noha Mitsuko Horie)
- STORMBRINGER (Koutetsushin Jeeg OP, míg részben JAM Project)

### Videójáték
- Double Impact (ダブル・インパクト) (Ganbare Goemon ~Neo Momoyama Bakufu no Odori~ téma ének)
- Ara buru Damashii (荒ぶる魂+α) (Super Robot Wars Alpha image ének)
- STEEL SOUL FOR YOU (Super Robot Wars Alpha image ének, noha Hironobu Kageyama)
- Tomo yo ~Super Robot Wars Alpha~ (戦友よ。~SUPER ROBOT WARS α~) (Super Robot Wars Alpha image ének)
- Wa ni Teki Nashi (我ニ敵ナシ) (Super Robot Wars Alpha image ének)
- Denkou Sekka Volder (電光石火ヴォルダー) (Tatsunoko Fight téma ének)
- Gattai! Donranger Robo (合体!ドンレンジャーロボ) (Taiko no Tatsujin: Tobikkiri! Anime Special insert ének)
- Kitto Motto Zutto (きっと もっと ずっと) (Taiko no Tatsujin: Tobikkiri! Anime Special insert ének, noha Mitsuko Horie és Hironobu Kageyama)
- Hibike! Taiko no Tatsujin (響け!太鼓の達人) (Taiko no Tatsujin: Tobikkiri! Anime Special insert ének, noha Mitsuko Horie és Hironobu Kageyama)

### Tokuszacu
- Bokura no Barom One (ぼくらのバロム1) (Barom One OP)
- Yuujou no Barom Cross (友情のバロム・クロス) (Barom One ED)
- Arashi yo Sakebe (嵐よ叫べ) (Henshin Ninja Arashi OP)
- Warera wa Ninja (われらは忍者) (Henshin Ninja Arashi ED)
- Hakaider no Uta (ハカイダーの歌) (Android Kikaider insert ének)
- Saburou no Theme (三郎のテーマ) (Android Kikaider insert ének)
- Shounen Kamen Rider Tai no Uta (少年仮面ライダー隊の歌) (Kamen Rider V3 ED1)
- Robot Keiji (ロボット刑事) (Robot Keiji OP)
- Susume Robot Keiji (進めロボット刑事) (Robot Keiji ED)
- Shiro Shishi Kamen no Uta (白獅子仮面の歌) (Shiro Shishi Kamen OP)
- Chest! Chest! Inazuman (チェスト!チェスト!イナズマン) (Inazuman ED)
- Setup! Kamen Rider X (セタップ!仮面ライダーX) (Kamen Rider X OP)
- Ore wa X Kaizorg (おれはXカイゾーグ) (Kamen Rider X ED)
- Inazuman Action (イナズマン・アクション) (Inazuman F ED)
- Ganbare Robocon (がんばれロボコン) (Ganbare!! Robocon OP1)
- Oira Robocon Robot dai! (おいらロボコンロボットだい!) (Ganbare!! Robocon OP2)
- Robocon Robot Sekai Ichi (ロボコン・ロボット世界一) (Ganbare!! Robocon ED1)
- Robocon Ondou (ロボコン音頭) (Ganbare!! Robocon ED2)
- Hashire!! Robcon Undoukai (走れ!!ロボコン運動会) (Ganbare!! Robocon ED3)
- Robocon Gattsuracon (ロボコン ガッツラコン) (Ganbare!! Robocon ED4)
- Bouken Rockbat (冒険ロックバット) (Bouken Rockbat OP)
- Tetsu no Prince Blazer (鉄のプリンス・ブレイザー) (Bouken Rockbat ED)
- Kamen Rider Stronger no Uta (仮面ライダーストロンガーのうた) (Kamen Rider Stronger OP)
- Kyou mo Tatakau Stronger (きょうもたたかうストロンガー) (Kamen Rider Stronger ED2, noha Mitsuko Horie)
- Stronger Action (ストロンガーアクション) (Kamen Rider Stronger ED3, noha Mitsuko Horie)
- Yukuzo! BD7 (行くぞ!BD7) (Shounen Tantei Dan OP)
- Shounen Tantei Dan no Uta (少年探偵団のうた) (Shounen Tantei Dan ED)
- Shouri da! Akumaizer 3 (勝利だ!アクマイザー3) (Akumaizer 3 OP)
- Susume Zaiderbeck (すすめザイダベック) (Akumaizer 3 ED)
- Kagayaku Taiyou Kagestar (輝く太陽カゲスター) (The Kagestar OP)
- Star! Star! Kagestar (スター!スター!カゲスター) (The Kagestar ED)
- Tatakae! Ninja Captor (斗え!忍者キャプター) (Ninja Captor OP, noha Mitsuko Horie)
- Oozora no Captor (大空のキャプター) (Ninja Captor ED, noha Mitsuko Horie)
- Jigoku no Zubat (地獄のズバット) (Kaiketsu Zubat OP)
- Otoko wa Hitori Michi wo Yuku (男はひとり道をゆく) (Kaiketsu Zubat ED)
- Oh!! Daitetsujin One Seven (オー!!大鉄人ワンセブン) (Daitetsujin 17 OP)
- One Seven Sanka (ワンセブン讃歌) (Daitetsujin 17 ED)
- Kyouryuu Sentai Koseidon (恐竜戦隊コセイドン) (Kyouryuu Sentai Koseidon OP)
- Koseidon March (コセイドンマーチ) (Kyouryuu Sentai Koseidon ED)
- Battle Fever Sanka (バトルフィーバー讃歌) (Battle Fever J insert ének)
- Battle Fever Dai Shutsugeki (バトルフィーバー大出撃) (Battle Fever J insert ének)
- Yuke! Yuke! Megaloman (行け!行け!メガロマン) (Megaloman OP)
- Waga Kokoro no Rozetta Hoshi (我が心のロゼッタ星) (Megaloman ED)
- Moero! Kamen Rider (燃えろ!仮面ライダー) (Kamen Rider (Skyrider) OP1)
- Otoko no Na wa Kamen Rider (男の名は仮面ライダー) (Kamen Rider (Skyrider) OP2)
- Haruka naru Ai ni Kakete (はるかなる愛にかけて) (Kamen Rider (Skyrider) ED1)
- Kagayake! 8-Nin Rider (輝け!8人ライダー) (Kamen Rider (Skyrider) ED2)
- Junior Rider Tai no Uta (ジュニアライダー隊の歌) (Kamen Rider Super 1 ED2)
- Ashita ga Arusa (あしたがあるさ) (Taiyou Sentai Sun Vulcan insert ének)
- Umi ga Yondeiru (海が呼んでいる) (Taiyou Sentai Sun Vulcan insert ének)
- Kagayake! Sun Vulcan (輝け!サンバルカン) (Taiyou Sentai Sun Vulcan insert ének)
- Kimi wa Panther (君はパンサー) (Taiyou Sentai Sun Vulcan insert ének)
- Taiyou March (太陽マーチ) (Taiyou Sentai Sun Vulcan insert ének)
- Andro Melos (アンドロメロス) (Andro Melos OP)
- Kaette Koiyo Andro Melos (帰ってこいよアンドロメロス) (Andro Melos ED)
- Jikuu Senshi Spielvan (時空戦士スピルバン) (Jikuu Senshi Spielvan OP)
- Kimi on Nakama da Spielvan (君の仲間だスピルバン) (Jikuu Senshi Spielvan ED1)
- Kesshou da! Spielvan (結晶だ!スピルバン) (Jikuu Senshi Spielvan ED2)
- Time Limit (タイムリミット) (Choujinki Metalder ED)
- Eien no Tameni Kimi no Tameni (永遠のために君のために) (Kamen Rider BLACK RX insert ének)
- Just Gigastreamer (ジャスト・ギガストリーマー) (Tokkei Winspector insert ének)
- Yuusha Winspector (勇者ウインスペクター) (Tokkei Winspector insert ének)
- Yume mo Hitotsu no Nakama-Tachi (夢もひとつの仲間たち) (Tokkei Winspector insert ének)
- Hoero! Voicelugger (ほえろ!ボイスラッガー) (Voicelugger OP)
- Samba de Gaoren (サンバ de ガオレン) (Hyakujuu Sentai Gaoranger insert ének)
- Hyakujuu Gattai! Gaoking (百獣合体!ガオキング) (Hyakujuu Sentai Gaoranger insert ének)
- Tao (道) (Juuken Sentai Gekiranger ED)

## Filmjei
Anime
- Koraru no Tanken – Rat Hector
- Space Carrier Blue Noah – Gruppenkommandeur
- Dangaioh (OVA) – Yoldo
- Happy Lucky Bikkuriman – La☆Keen

Tokusatsu
- Jikuu Senshi Spielvan – Dr. Ben
- Voicelugger – Voicelugger Gold
- Chou Ninja Tai Inazuma!! SPARK – Shouryuusai Mizuki

Jocuri video
- Super Robot Wars Alpha 3 – Keisar Ephes